# Villancico
El villancico es una forma musical y poética en castellano y portugués tradicional de España y Portugal, muy popular entre los siglos XV y XVIII. En el siglo XX  también lograron una gran popularidad y difusión en el idioma inglés dentro de los Estados Unidos con artistas como Bing Crosby, Frank Sinatra y Elvis Presley.  Los villancicos eran originariamente canciones profanas con estribillo, de origen popular y a varias voces. Posteriormente comenzaron a cantarse en las iglesias y a asociarse específicamente con la Navidad. Compositores notables de villancicos fueron, entre otros, Juan del Encina, Pedro de Escobar, Francisco Guerrero, Gaspar Fernandes, Juan Gutiérrez de Padilla y Roque Jacinto de Chavarría (1688-1719).
Actualmente, tras el declive de la antigua forma del villancico, el término se conoce más como un género de canción cuya letra hace referencia a la Navidad y que se canta tradicionalmente en esas fechas.

## Orígenes
Con algunos precedentes aislados. Se trata de una canción paralelística que se recoge en la Crónica de la población de Ávila, 1255, y puede fecharse hacia 1158: "Cantan de Roldán / cantan de Olivero / e non de Çorraquín Sancho / que fue buen caballero. / Cantan de Olivero / cantan de Roldán / e non de Çorraquín Sancho, / que fue buen barragán". las primeras composiciones que pueden denominarse con este nombre surgieron hacia la segunda mitad del siglo XV, durante el Renacimiento, como una evolución de formas musicales populares mucho más antiguas. Se trata de la estrofa característica de la lírica castellana de tipo tradicional y "está formada por dos o tres versos, con un número de sílabas muy variable; carece, por tanto, de forma fija, por lo que es una composición de enorme flexibilidad, aunque hay una tendencia marcada hacia el esquema abb, con versos de ocho y seis sílabas, que a veces pueden presentar un pie quebrado. El término villancico designa, también, una forma estrófica constituida por la suma de la composición tradicional y su glosa, con que se acostumbró a acompañar las cancioncillas, por lo menos desde mediados del siglo XV hasta el siglo XVII". Formas similares eran llamadas hasta el siglo XV cantigas o canciones.
El descubrimiento de las jarchas llevó a algunos críticos como Samuel Miklos Stern a considerarlas la lírica en romance más antigua y la raíz de los villancicos y la demas lirica romance de la peninsula, pero Alan Deyermond señala que esto no implica que sean las primeras compuestas, sino las primeras documentadas por escrito. Su aparición escrita se debe a la labor de poetas cultos que incorporaron esta tradición oral, un fenómeno que también ocurrió con los villancicos en Castilla posteriormente.
La coincidencia entre la aparición escrita de estas formas líricas y la actividad de poetas cultos sugiere que todas derivan de una tradición poética hispánica común, de igual antigüedad y comparable a la de otras regiones europeas como Provenza, el norte de Francia e Italia. Las jarchas y los villancicos por tanto serían ramas de un tronco poético compartido, cuyas raíces se pierden en la oralidad y los siglos.
Su nombre tiene probablemente su origen en que se trata de composiciones de naturaleza popular, cantadas por los villanos o habitantes de las villas, generalmente campesinos u otros habitantes del medio rural. Eran cantados en fiestas populares, originariamente sin temática específicamente religiosa, y los principales temas eran los acontecimientos recientes del pueblo o la región. El género se amplió posteriormente hasta incluir temas diversos.
La evolución del villancico de temática religiosa mantuvo la costumbre cristiana de celebración de la fiesta de Navidad del Señor. De hecho, el villancico religioso representa la evolución de la poesía lírica a lo largo de la historia. Por esto, en la actualidad se denomina villancico a un canto de Navidad, de cualquier clase de extensión, métrica y rima tanto en español como en otras lenguas, siendo carol en inglés, noël en francés, laude en italiano, Weihnachtslied en alemán.

### Métrica
La estructura básica del villancico la forman dos elementos: el estribillo y las coplas, si bien su estructura es muy variable tanto en el número de versos como en la rima o la alternancia entre estribillo y coplas. El binomio estribillo-copla implica la alternancia coro-solista de, crucial en la realización del villancico. Los versos son, por lo general, hexasílabos u octosílabos y componen un estribillo inicial —a veces, con introducción—, que consta por lo general de tres o cuatro versos que se repiten a lo largo de la obra, y unas coplas, divididas a su vez en dos mudanzas y una vuelta. Las mudanzas, que con frecuencia tienen rima simétrica y forman entonces una redondilla o, alternativamente, una cuarteta, van seguidas de la vuelta o enlace de tres o cuatro versos en los que el primero tiene la misma rima que el último de la mudanza y el resto, o al menos el último, enlazan con el estribillo.
Esta estructura se aprecia, por ejemplo, en este villancico, atribuido a Mateo Flecha el Viejo.
Riu, riu, chiu,
La guarda ribera,
Dios guardó del lobo
a nuestra cordera.
El lobo rabioso
La quiso morder,
Mas Dios poderoso
La supo defender,
Quizole hazer que
No pudiesse pecar,
Ni aun original
Esta virgen no tuviera.
Riu, riu, chiu,
La guarda ribera,
Dios guarde del lobo
a nuestra cordera.
Una forma poética pariente del villancico es la letrilla que en el siglo XVI pasó a denominar cualquier poema con estribillo, y que generalmente es de carácter satírico.

### Música
En su forma clásica en el villancico marca la pauta la melodía del canto apoyada por un acompañamiento en tono grave que forma un buen soporte armónico por parte de las voces internas; el registro superior es el que lleva asociado el texto, el cual sigue la melodía en modo silábico; el cierre de los versos corresponde generalmente a las diversas cadencias. El discurso horizontal se orienta según procedimientos tonales ante litteram: por otra parte, basta pensar que hay villancicos construidos también sobre un esquema de danza (sobre todo los más recientes pero también durante el Renacimiento, en el lenguaje tonal) como passamezzo o folía.

## Evolución del género

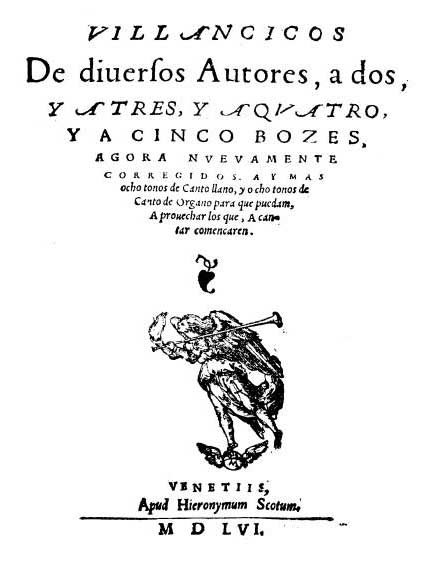
Portada del Cancionero de Upsala.

### SigloXV
El primer testimonio es el de la esposa de Ruy González de Clavijo en 1403: "¡Ay mar brava, esquiva / de ti doy querella / fazesme que viva / con gran mansella!". Después se sucederán las endechas a la muerte de Guillén Peraza (1443) o de Los Comendadores (1448), y la "ensalada" del Marqués de Santillana que comienza Por una gentil floresta, en que se incluyen cuatro villancicos. En su primera época el género está poco definido y se encuentran todo tipo de temas, desde narración de sucesos locales, canciones amorosas hasta sátiras y burlas, y con poca presencia de la temática religiosa y, cuando la hay, no está específicamente asociada con la Navidad o con otras festividades. La mejor muestra de este período se halla recogida en el Cancionero de Palacio (1474-1516), y fue Juan del Enzina el principal compositor de la época. Otras recopilaciones importantes son el Cancionero de la Colombina (1490), el de Sablonara, el de Stúñiga o el Medinaceli. La música de este período es sencilla, y busca la adaptación al texto.

### SigloXVI
La polifonía suele ser en esta primera época a tres o cuatro voces. Posteriormente, durante el siglo XVI, y de forma paralela a los villancicos polifónicos, se empiezan a componer algunos a una sola voz y con acompañamiento de vihuela que, a partir del siglo XVII, sería sustituida por la guitarra.
A partir de la segunda mitad del siglo XVI las autoridades eclesiásticas comenzaron a promover como una medida evangelizadora el uso de música en lengua vernácula en los oficios religiosos, especialmente durante las fiestas del calendario religioso, sobre todo en Navidad y el Corpus Christi. Estas piezas se cantaban en la misa de mañana de estas festividades. Las catedrales e iglesias de importancia se dotaron de un cuerpo de músicos y un maestro de capilla encargado de componer especialmente para estas ocasiones. Los principales cantorales que se conservan de esta segunda época son el Cancionero del Duque de Calabria o de Upsala (así llamado debido a que la única copia que se conserva está en la biblioteca universitaria de esta ciudad sueca), el Cancionero de Medinaceli y las Canciones y Villanescas espirituales de Francisco Guerrero. El villancico también se abre paso hacia otras formas artísticas literarias como el teatro como en la obra de Gil Vicente o la novela pastoril con Jorge de Montemayor. También Santa Teresa compuso algún poema con esta forma.
Musicalmente el villancico se hace más complejo y se acentúa la distinción entre coplas y estribillo; este último se hace más largo y polifónico, mientras que aquellas se acortan y se hacen más homofónicas y se reduce el número de voces.

### SigloXVII
En el siglo XVII el villancico es un género sumamente popular, y para entonces constituirá la mayor parte de la producción musical española de la época. Se componen multitud de villancicos devocionales para las distintas festividades religiosas tales como la Asunción, la Inmaculada Concepción o festividades de santos, además del Corpus Christi o la Navidad. En esta época el villancico se sofistica aún más añadiendo más voces a la polifonía, hasta ocho distribuidas en dos coros situados en diferentes partes de la iglesia y acompañamiento de violón, arpa y órgano. El estribillo se hace más largo y complejo polifónicamente, frecuentemente dividido en tonada y responsión, mientras que como contraste las coplas se acortan y simplifican musicalmente. También se introducen algunos elementos dramáticos. Son músicos importantes de este período entre muchos otros Cristóbal Galán, Juan Hidalgo y Sebastián Durón.

### SigloXVIII
En el siglo XVIII se produce una transformación significativa del género por influencia de la música vocal italiana que por entonces dominaba el panorama musical europeo. Los villancicos alteran su estructura tradicional introduciendo nuevas secciones musicales a imitación de la cantata, deviniendo en una sucesión de recitativos y arias da capo según el modelo de la ópera italiana. Los de Antonio Soler, escritos durante la segunda mitad del siglo, son quizá los más recordados en la actualidad. En 1750 el rey Fernando VI suprimió los villancicos en la Capilla Real de Madrid, marcando el inicio de una lenta decadencia que se prolongará hasta el s. XIX.

## El villancico fuera de España

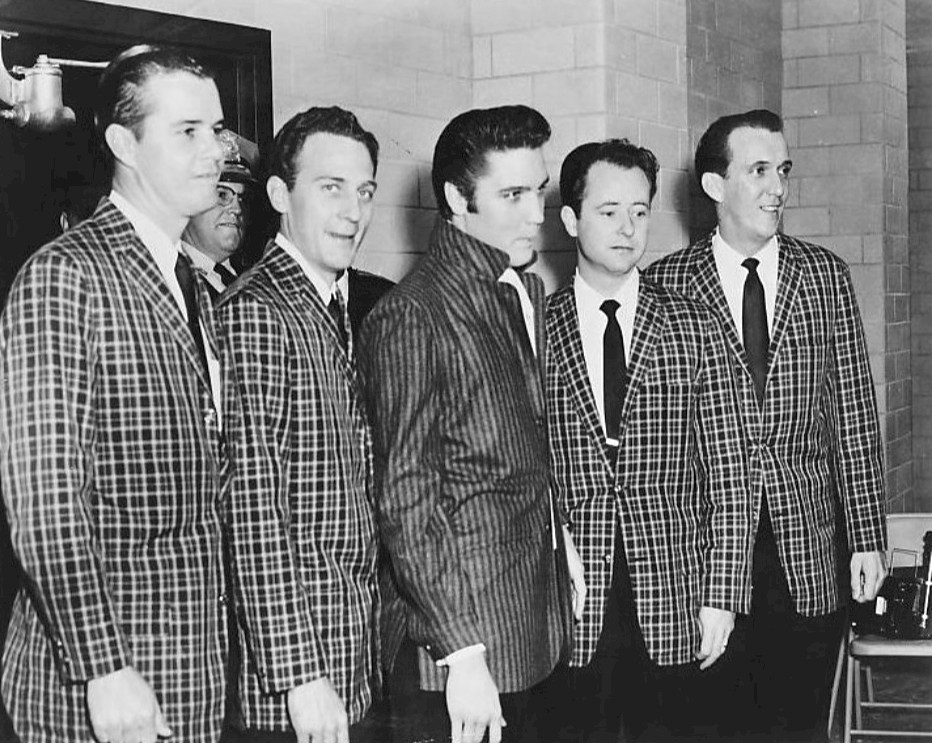
Elvis Presley (centro) junto al grupo vocal The Jordanaires. "Elvis Christmas album" es el álbum navideño más vendido en la historia de la música grabada.

### Estados Unidos
A partir de la segunda mitad del siglo XX artistas como Bing Crosby, Frank Sinatra y Elvis Presley interpretaron y popularizaron temas navideños como "Noche de paz" ("Silent night, holly nicht"), "Blanca Navidad" /"White Christmas"), "Campanas de plata" ("Silver bells") y "Winter wonderland" entre otras.
La canción Blanca Navidad interpretada por Bing Crosby, se convertiría en el disco simple más vendido de la historia.
Por otra parte, Elvis grabó en la compañía RCA Víctor dos ábumes de navidad, "Elvis Christmas album" en 1957 y "Elvis sings the Wonderful World of Christmas" en 1971 convirtiéndose el primero en el álbum navideño con mayores ventas de la historia dentro de los Estados Unidos y alcanzando el galardón de la RIAA de disco de diamante
"Santa Claus is back in town" ("Santa Claus está de regreso en el pueblo") canción compuesta por los compositores asociados Leiber y Stoller que forma parte del mencionado álbum, el cuarto álbum de estudio en la carrera de Elvis, combina por primera vez los géneros rock and roll y rhythm and blues dentro de la temática navideña.
A la vez villancicos clásicos y otros más contemporáneos en idioma inglés han formado parte de una larga lista de películas de temática navideña como Home Alone, Crónicas de Navidad o The Polar Express citando solo algunas. 

### Portugal
En Portugal fue también un género popular, denominado vilancete, principalmente poético. Cabe destacar las extensas colecciones de villancicos de Juan IV, llamado El Rey Músico.

### Hispanoamérica
Entre los repertorios musicales hispánicos traídos a las colonias americanas se encuentra el villancico. Este género evolucionó en las colonias por medio del mecanismo del contrafactum, con el cual se modificaban palabras o breves fragmentos de la cancioncilla popular y se añadían términos religiosos que sirvieran para amenizar las fiestas litúrgicas y, concretamente en las Indias, para facilitar el proceso de evangelización.
Los primeros villancicos que llegaron de la península conservaban el estilo y las temáticas, principalmente religiosas, del villancico español del siglo XV. Sin embargo, poco a poco, estas cancioncillas fueron adoptando características más americanas, conforme se iban asimilando con las celebraciones del Corpus Christi y la Navidad, adquiriendo así nuevos motivos asociados a las culturas indígenas como resultado de un sincretismo cultural. Para el siglo XVI, los villancicos ya se escribían en lenguas como el náhuatl, contenían vocablos africanos o jerga de los dialectos europeos, además, estos eran interpretados por indígenas. En la región mexicana, la intención evangelizadora del pueblo español hizo que se asumiera a la península como “la nación, hija del Sol”, del rey sol azteca Xochitl, muy importante para las comunidades indígenas del centro y norte del continente.
Dentro de la evolución del villancico en América también figuran los llamados villancicos de negro o negrillos , en los cuales se imita el sonido de los dialectos africanos con onomatopeyas. Entre estos, son particularmente conocidos los de Sor Juana Inés de la Cruz, en los que augura, entre otras cosas, la liberación de la población negra.
Los villancicos en América se difunden principalmente por los maestros de capilla, quienes viajaban desde el Virreinato de Nueva España (hoy Norteamérica y Centroamérica) hacia las regiones del Nuevo Reino de Granada y el Virreinato de Perú, dando lugar a un intercambio literario y musical. En cuanto al desarrollo del villancico, este se dio en dos ámbitos: por una parte, a nivel de la música culta, el villancico adoptó la forma polifónica a capella del Renacimiento español y se transformó en cantata barroca; y, por otra parte, a nivel de la música folklórica, adoptó diversas formas, tales como: la canción infantil, el romance tradicional y las canciones y/o danzas criollas o indígenas.
En Latinoamérica, el villancico folklórico presenta, dependiendo de su región, diversas características.

### Ecuador
En Ecuador el Villancico tuvo vital importancia para la evangelización durante la Real Audiencia de Quito. Era un género que a diferencia de los salves y demás composiciones para la misa, se cantaba en castellano y no en latín. Por esta razón su popularidad aumentó y el género dejó de vincularse específicamente a la navidad, pasando a ser interpretado en otras fechas dentro de las misas. Sus melodías y en general su armonía eran originalmente simples pero con el tiempo fueron aumentando su complejidad armónico al aumentar el número de voces, llegando a incluir entre 8 y 12 voces más frecuentemente.La Catedral de Quito, así como la de Cuenca y Loja fueron los principales centros donde se desarrolló este género. En la región interandina del Ecuador, el villancico se mantiene en las representaciones del auto de los Reyes Magos denominado Historia de Reyes. Sus textos han sido guardados por miembros de la comunidad y la conservación de la tradición ha sido propiciada por las parroquias rurales.

### Venezuela
En Venezuela, dada la diversidad de canciones navideñas, es necesario realizar una clasificación por grupos que facilite su estudio: villancicos y romances; cantos varios de pascua; aguinaldos y cantos populares. Dentro del grupo de villancicos, se incluyen formas que, a pesar de compartir el mismo estilo musical, llevan distintos nombres: alabanza, aguinaldo de parranda, aguinaldo al Niño, versos de aguinaldas, aguinaldo del entregue, romance y décima. Los villancicos venezolanos tienen un estilo musical basado en el uso de un metro regular en 2/4, 6/8 o 3/4; modo mayor, menor o bimodalidad; tesitura de sexta; carencia de modulación y cromatismos; duplicación melódica en terceras paralelas y estructura silábica.
Ahora, este grupo contrasta con el de los aguinaldos debido a la relación de este último con géneros criollos, tales como el merengue y la guasa. Una de las características que hacen al villancico muy cercano al aguinaldo respecto a la forma poética es el hecho de que ambos géneros usan la cuarteta hexa u octosilábica, complementada por el uso ocasional de un estribillo.  Por esta razón, el aguinaldo venezolano debe considerarse como una acepción del villancico. La única diferencia entre ellos se basa en el predominio del contenido profano en el aguinaldo, mientras que en el villancico es principalmente religioso.

### Bolivia y Perú
En Bolivia, el villancico folklórico fue promovido por los misioneros coloniales. Estos adaptaron melodías autóctonas a textos religiosos españoles o melodías hispánicas a textos indígenas con el objetivo de difundir la doctrina cristiana. El villancico aún tiene vigencia en Chuquisaca y Tarija. En Chuquisaca, si bien el término villancico desapareció, este se conserva en el género de las adoraciones y consiste principalmente en danzas de adoración frente al pesebre, instrumentales o vocales, con o sin pantomimas y conservando fuertes rasgos indígenas. En contraste, el repertorio navideño de Tarija consta de villancicos con características hispánicas, incorporados muchas veces a danzas religiosas populares, entre las cuales se destaca la danza de las trenzas.
El siguiente villancico se denomina El huicho nuevo y pertenece a la recopilación de Martínez-Compañón:
No hay entendimiento humano
que diga tus glorias hoy,
y sólo basta decir
que eres la Madre de Dios.
A na, na, na, na, na, na
En la mente de Dios Padre,
fuiste electa para Madre,
tomando en ti nuestra carne
del verbo que se humanó.
A na, na, na, na, na, na
Una eres en la substancia
y en advocaciones varias,
pero en el Carmen refugio
y consuelo de las almas.
A na, na, na, na, na, na
Tu manto en el purgatorio
es con que el fuego le aplacas
a el que por Madre te clama
y en Sábado lo rescatas.
A na, na, na, na, na, na
No tiene la criatura
otro auxilio si no clama,
pues por tus ruegos se libra
de sentencia más Santa.
A na, na, na, na, na, na
Más y más misericordia
le muestras al que te clama,
y pues que somos tus hijos
llévanos a vuestra Patria.
A na, na, na, na, na, na
El devoto fervoroso,
que a celebrarte se inclina,
lleva el premio más seguro
como que eres madre Pía.
A na, na, na, na, na, na
Pues no habrá quien siendo esclavo
al fin no se vea libre
de las penas de esta vida
si con acierto te sirve.
A na, na, na, na, na, na.
En Perú hay poca documentación sobre este género. No obstante, se conserva una de las danzas navideñas más importantes, esta es la wayliya, un baile ceremonial de adoración al niño Jesús. El padre Jorge Lira ha recogido en la región cuzqueña algunos himnos en lengua quechua dedicados a la Virgen y al Niño Dios, los cuales atestiguan la labor de los misioneros coloniales.

### Brasil
En Brasil, las canciones navideñas tradicionales están incorporadas a las pastorís o pastorelas, danzas y cantos que se ejecutan delante del pesebre en homenaje al nacimiento de Jesús. Desde el siglo XVI, los misioneros introdujeron estas representaciones en Brasil. En principio, fueron cantos de alabanza al nacimiento de Jesús que luego se transformaron en representaciones profanas, ligadas débilmente al acontecimiento religioso. Las pastorís se clasifican en dos grupos: pastorinhas y bailes pastorís. Las primeras conservan el carácter religioso solo en los textos poéticos, mientras que su ejecución es completamente profana debido a su carácter de divertimento.
Otro género que se aproxima a los cantos navideños es la folía de los Santos Reyes, comparsas que incluyen instrumentistas (tocadores de viola, pandero, triángulo y caja) y un bandereiro que lleva el estandarte, recorriendo las zonas rurales donde bailan y reciben hospedaje.

### Argentina
En Argentina, el villancico coexiste con otros géneros: arrullos, salves, trisagios, alabanzas, romances, canciones y danzas infantiles. La herencia hispánica se refleja en su poesía basada en la copla hexasílaba y en su simple estructura melódica estrófica, diatónica y silábica. Respecto a los villancicos de la provincia de Tucumán, se destaca que responden a la costumbre de preparar los pesebres para celebrar la Navidad.  Cabe resaltar que, como sucedió en otras regiones de Latinoamérica, la enseñanza y difusión del villancico se inició durante la colonia.
El villancico argentino ofrece un estilo compacto y definido. Un estudio analítico de cuarenta villancicos (de la colección de Isabel Aretz y la de Carlos Vega) permite destacar que la melodía está construida principalmente a base del modo mayor, grados conjuntos y saltos triádicos, ámbitos de octava y séptima, carencia de cromatismos y terminaciones en el primer o tercer grados. El ritmo de este género se encuadra en una métrica binaria predominante, y en esquemas rítmicos de gran simplicidad que dependen de la estructura del verso. La forma del villancico es estrófica y periódica, rigiéndose por agrupaciones de cuatro mensuras; el estribillo no es un elemento constante.
ALBRICIAS
Albricias, albricias
albricias se den,
por un niño hermoso
nacido en Belén.
Albricias, señores,
que nació en Belén,
el hijo de Dios
para nuestro bien.
María, llorando,
de ver la pobreza
en que había nacido
un Dios de pureza.
Qué dicha sería
de un pobre portal,
de ser la posada
de un Dios inmortal.

### Chile
En Chile, el villancico, desde la época colonial, se constituyó como una forma muy popular. Este se constituye como una canción en honor al Niño Dios y a la Virgen María. Actualmente, se cultiva en las iglesias, aldeas y haciendas rurales. Sus intérpretes son generalmente mujeres campesinas que, acompañadas por guitarras, entonan su música frente al pesebre navideño. Como complemento, en ciertos villancicos se imitaba, entre una y otra estrofa, los sonidos y ruidos de los animales del pesebre, costumbre que pervive aún en ciertas regiones de Chile central.
Debido a su estructura poético-musical, el villancico chileno pertenece a la familia de la tonada (canción folklórica profana de carácter alegre y de función festiva). Más aún, sus características específicas indican una estrecha relación con otras formas pertenecientes a la familia de la tonada, como por ejemplo, el romance o corrido, el esquinazo y los parabienes
A continuación, se presentan algunas características musicales en torno al villancico chileno:
- La forma, binaria o ternaria, responde a los esquemas AB, AA/BC, y ABA/ABA. Estos esquemas se adaptan a la estructura del poema, el cual se compone, por lo general, de estrofas de cuatro versos octosílabos de rima alterna, con un estribillo agregado al final o sección intermedia de cada estrofa. El mismo esquema musical se repite para cada estrofa.
- La melodía se rige por el modo mayor, ámbitos de sexta, séptima y octava, trayectoria centrípeta dirigida hacia la tónica y la dominante, movimiento conjunto con empleo excepcional de intervalos mayores que la cuarta. Se utilizan continuamente duplicaciones a la tercera paralela inferior, ejecutadas por una segunda línea vocal.
- La métrica consiste en frecuentes yuxtaposiciones de esquemas contrastantes. La estructura rítmica es sencilla y funcional, ya que está construida a base de repeticiones de esquemas rítmicos breves adaptados a cada verso de la estrofa. Debido a su organización silábica, la melodía indica que sus unidades rítmicas derivan del ritmo y acento verbales. El tempo realza el carácter alegre del villancico.
- El estilo vocal se caracteriza por utilizar una dinámica en forte, complementada por un timbre nasal y tenso.
- El acompañamiento es ejecutado principalmente por guitarras a las cuales se agrega ocasionalmente el arpa. Consta de dos funciones armónicas alternantes: tónica y dominante, cuya repetición revela un claro pensamiento tonal.[26]

El siguiente es un villancico chileno en esquema AB:
Señora doña María
vengo toda avergonzada.
Que viva el Niño,
mi amado Dios.
A cantarle en mi guitarra
con mi voz desentonada.
Que viva el Niño,
mi amado Dios.
Por otra parte, las festividades navideñas rurales suelen terminar con un tipo especial de villancico denominado esquinazo, el cual consiste en una serenata nocturna de despedida dedicada al Niño Jesús y es caracterizado porque después de cada estrofa se golpea las puertas de la iglesia, el número de golpes indica el tiempo medido en horas. Al final del esquinazo, las puertas de la iglesia se abren. Esta costumbre podría poseer un significado simbólico relacionado con el peregrinaje de la Santa Familia durante Nochebuena.

### México
En México, las canciones navideñas reviven cada año en las festividades de las jornadas o Las Posadas, las cuales se celebran durante las nueve noches que preceden a la Nochebuena. Además, aparecen incorporadas en las pastorelas o pequeños dramas campesinos, herederos de los autos de Navidad traídos a México por los misioneros en el siglo XVI.
Respecto a Las Posadas, en la Nochebuena, además de los cánticos de las noches precedentes, son entonados villancicos pastoriles, arrullos al Niño Dios y coplas alusivas que solo en dicha ocasión tienen perfecto acomodo. Esa noche grupos de muchachos, llevando una rama de pino adornada con flores y tiras de papel y farolillos, cantan por las calles aguinaldos.
El villancico mexicano responde a las características poético-musicales del villancico de filiación hispánica, pues está formado por copla hexa u octosílaba, modo mayor, estructura estrófica, melodía por grados conjuntos o por sucesiones triádicas, terminaciones en el primer, tercer o quinto grados, métrica en 2/4, 6/8 o 3/4.  Los compositores de villancicos más representativos de México fueron Fernán González Eslava y Sor Juana Inés de la Cruz.
Esta si que es noche buena,
noche buena, 
noche de comer buñuelos
y en mi casa no los hacen
no los hacen
por falta de harina
y huevo.

### Centroamérica
En Centroamérica (Santo Domingo, Cuba, Nicaragua y Puerto Rico), el villancico está relacionado con el cancionero infantil y, por lo tanto, comparte las características de géneros como los romances, romancillos, canciones de cuna y canciones y juegos infantiles. El villancico dominicano es cantado casi exclusivamente por los niños, lo cual es respaldado por el hecho de que el villancico cubano solo trasciende al pueblo cuando lo aprenden los niños que asisten a la doctrina.
Respecto al villancico puertorriqueño, se tienen ejemplos asociados a las canciones de cuna, cantados por madres para inculcar la instrucción religiosa en los niños pequeños. Tal como sucede en otros lugares de Latinoamérica, el villancico dominicano se relaciona con las representaciones pastoriles de Navidad, en las cuales los niños cantan villancicos al Niño Jesús.
Las características poéticas del villancico centroamericano se ajustan, en su mayoría, a la forma tradicional del villancico hispánico, basada en la copla hexasílaba con o sin estribillo. Su fisonomía musical responde a la de los villancicos venezolanos, mexicanos y argentinos. No obstante, en Puerto Rico suele utilizarse también el aguinaldo en forma de décima.
A continuación, se presentan algunos apartados de los villancicos centroamericanos:
Santo Domingo
Nació, nació pastores,
Jesús el Niño hermoso
con pasos presurosos
hoy venimos a adorar.
Cuba
Angelito mío llévame a Belén
donde está la virgen y el niño también.
Puerto Rico
Como es Dios el Niño le regalo incienso,
Perfume con alma que sube hasta el cielo.
Nicaragua
Niñito de Atocha,
hijo de María,
reluciente antorcha,
nuestro amparo y guía.

### Colombia
En Colombia, la mayoría de las composiciones correspondientes al género del villancico se conservan en el Archivo musical de la catedral de Bogotá, el cual se inició con la traída de los primeros libros corales desde España y es considerado el documento más antiguo del continente. A lo largo del siglo XVII y XVIII, el Archivo recibió una gran cantidad de volúmenes de fascículos manuscritos de salmos y misas, así como de villancicos. Poco a poco, los villancicos fueron favoreciendo el sincretismo cultural, estableciendo relaciones entre la comunidad indígena muisca y su celebración de la Fiesta del Huan, en honor al dios sol-creador, con la celebración religiosa de las fiestas de San Juan Bautista, dando lugar a villancicos que conmemoraban tanto el acontecimiento religioso como otros que se asociaban a la celebración de torneos entre comarcas indígenas.
El Nuevo Reino de Granada también propició la inserción de nuevos aires para el villancico, desprendiéndose del estilo peninsular y de la instrumentación usual de arpa, guitarra, panderos y castañuelas, e integrando ritmos más vernáculos como el pasillo, la chirimía y la danza, con instrumentos como el chucho, la carrasca y la pandereta resbalada.
En Nueva Granada se empezó a utilizar la letrilla para diferenciar los villancicos profanos de los navideños, estos conmemoran las hazañas de los reyes o el espíritu triunfal de algunos monarcas. La gran mayoría de los villancicos se concentraban en las catedrales, iglesias, conventos y doctrinas, de ahí que gran parte de las composiciones conservadas en el Archivo de la Catedral sean de la autoría de maestros de capilla. 
La época de mayor auge del villancico neogranadino se da desde mediados del siglo XVII hasta mediados del XVIII, llegándose a encontrar registros de difusión en poblaciones como Chipaque, Ubaque, Tocancipá y Mompox. Dentro de los compositores más destacados se encuentra el maestro de capilla de la Catedral de Bogotá, José Cascante, con 20 piezas musicales conservadas; y su sucesor, Juan de Herrera y Chumacero, con 29. Además de los aportes musicales de Juan Ximénez, Miguel Ossorio, Juan de la Cruz y Francisco Sanz, hay  algunos registros de villancicos compuestos por Pedro Solís y Valenzuela, Francisco Álvarez Velasco y Francisca Josefa del Castillo.
Por temáticas, los villancicos podían hablar de aspectos eucarísticos o trinitarios, mientras que había otros motivos como el canto a pasajes bíblicos o a las diversas advocaciones de la Virgen o de alguno de los santos según sus zonas de aparición, por ejemplo, los villancicos en honor a la Virgen del Topo (Pauna), la Virgen de la Candelaria o de La Popa (Cartagena) y la Virgen del Rosario de Chiquinquirá (Chiquinquirá).
El siguiente villancico se denomina A de los cielos y tierra, compuesto por José de Cascante a Nuestra Señora de Chiquinquirá:
Estribillo
A de los cielos y tierra:
canten, repiquen, que María
venció al demonio
antes de empesar la guerra.
Variante:
Hagan alardes y fiestas
Coplas
Si trae María por armas
Chiquinquirá por defensa,
saldra siempre vençedora
pues tan buenas armas juega.
Si siempre con sus milagros
quiso mostrar grandesa,
saque como Dios la cara
empeñado en su defensa.
Si a toda luz hermosa
se empeña en nuestra defensa,
destierra como la aurora
con sus luces las tinieblas.
Si empeños de su defensa
tiene a los cielos y tierra,
si el sol y los astros todos
se ostentan en defenderla.
Por ser de Chiquinquirá
es un portento en la tierra,
cómo en tan raro milagro
no abía de ser toda bella.
Y si al triunfar del demonio
María la victoria lleva,
cómo no habrá de campear
Andres y Antonio por ella.
Algunas de las características de los villancicos neogranadinos, principalmente de Cascante, eran la sinestesia, el uso del hipérbaton, la metáfora, la elipsis y el claroscuro; además, los villancicos usualmente eran sencillos y las glosas tenían forma de romance. Estas características responden más a los villancicos cultos o barrocos que a los folklóricos.
Los villancicos folklóricos podían asociarse al villancico negro distribuido por todo el continente, caracterizado por el uso de una gran cantidad de términos dialectales en función de motivos relacionados con la Navidad o con el orgullo de su tierra de origen. El siguiente fragmento corresponde a un poema de la región del Chocó, en el pacífico colombiano.
Yo soy la negra ma vieja er barrio,
no hay en la villa mejor yo:
barro la casa, limpio lo patio,
cuido mi niño y hago el amó:
Jesús mi niño, Jesús mi amito,
dile a tu mae y a ñor José
que aquí le traigo yo la gallina
con lo pollito para loj tré.
O bien, los villancicos folklóricos también podían responder a las fiestas religiosas, observadas desde las particularidades de cada zona del país.
¡Ay! ¡Sí la guabina!
Esta noche es noche buena
En San Gil y en Charalá;
y esta noche es mala noche
pa’l que no esté aquí o allá
¡Ay! ¡Sí la guabina!
Le llevo unas alpargatas
Al niño que va a nacer
pa´que se venga corriendo
a vivir a Santander.
La decadencia del villancico en Colombia se asocia a la pérdida de respeto y valoración desde la misma Iglesia, con el caso particular del visitador eclesiástico don Ignacio de Salazar y Caicedo, quien a nombre del arzobispo don Antonio Caballero y Góngora declaró la prohibición de los villancicos y canciones profanas usadas para el tiempo de la Navidad. Asimismo, el coro de la Catedral de la Gran Colombia, a manos de Juan de Dios Torres, producía composiciones de poca calidad, escritas en terceras consecutivas. Y aun cuando el villancico se produjo incluso a mediados de siglo XIX a nivel popular con exponentes como Julio Quevedo, Diego Fallon, Juan Crisóstomo Osorio y, posteriormente, Alberto Urdaneta, José Vicente Mogollón, José Vicente Chala y Luis A. Calvo, este no volvió a tener la riqueza que tuvo en la época del coloniaje.
Otras formas tradicionales americanas derivadas del villancico son la jácara, el gallego y el tocotín. Entre los compositores americanos más notables figuran José de Loaiza y Agurto, Manuel de Sumaya e Ignacio Jerusalén en Nueva España, Manuel José de Quirós y Rafael Antonio Castellanos en Guatemala, y Juan de Araujo, y Tomás de Torrejón y Velasco en Perú.

## Historia
Miles, Christmas Customs and Traditions, Their History and Significance, Puer Natus Est Nobis es un canto gregoriano del siglo VI que se cantaba como introito de la tercera misa de la liturgia navideña. La melodía de esta composición fue usada posteriormente por el compositor inglés Thomas Tallis como parte de su misa de Navidad, en el siglo XVI. En los siglos IX y X, la secuencia de Navidad se populariza en la liturgia de los monasterios cistercienses. La primera adaptación de música profana popular a cantos religiosos se debe a Adán de San Víctor, monje francés del siglo XII, con la creación de un género mixto que posteriormente favorecería el uso de melodías populares como cantos navideños.
En el siglo XII, en Francia, Alemania, y especialmente, en Italia, bajo la influencia de San Francisco de Asís se desarrolla
una fuerte tradición de canciones populares en las lenguas vernáculas de cada región. Los villancicos navideños en inglés aparecen por primera vez en una obra del año 1426 de John Awdlay, un capellán de Shropshire, quien da una lista de 25 canciones navideñas, probablemente cantadas por grupos de personas, bebedores de sidra, que iban de casa en casa.
Las canciones que ahora conocemos como villancicos eran originalmente canciones cantadas en grupo durante celebraciones como las fiestas de la cosecha y en Navidad. Fue solo posteriormente, que los villancicos fueron cantados en las iglesias y asociados específicamente con la Navidad.

## El villancico como canción navideña

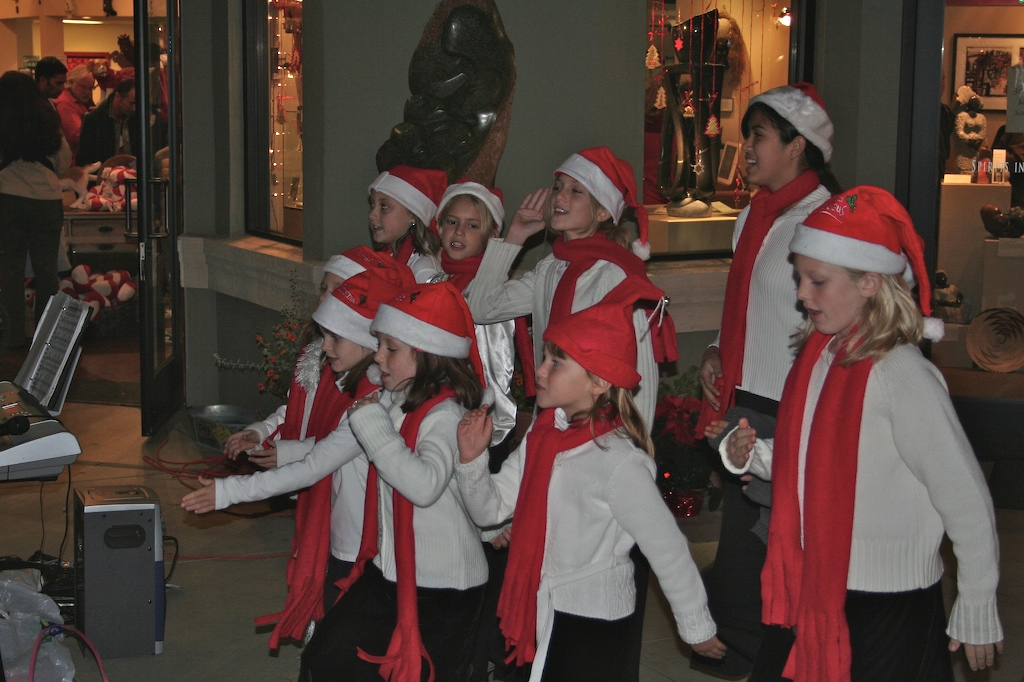
Grupo de niños cantando villancicos.

En el diccionario de la Real Academia Española la primera acepción de villancico es el de canción popular, principalmente de tema religioso, que se canta en Navidad y en los días cercanos a esta fecha. Equivale a las palabras Christmas carol en inglés y noël, en francés.

## La reforma protestante
La reforma protestante trajo como consecuencia un gran florecimiento de la composición musical religiosa. 
Los villancicos ganaron en popularidad después de la reforma en los países donde las iglesias protestantes tenían protagonismo (como es bien sabido Martín Lutero fue autor de villancicos y promocionó su uso en el culto). Fue consecuencia de que la Reforma Luterana acogiera amablemente la música. 
Por otra parte hubo una fuerte oposición inicial por parte de algunas denominaciones protestantes encabezadas por el calvinismo, que rechazaba cualquier forma superficial de culto. Durante el gobierno del puritano Oliver Cromwell en Inglaterra se llegó a prohibir toda celebración de la Navidad. Pero otras ramas del protestantismo favorecían el uso de la música en las celebraciones religiosas en detrimento de otras formas de devoción usadas por la Iglesia católica. Por este motivo en los siglos sucesivos se compusieron numerosos himnos, moteles y otras obras religiosas de muy diverso género, favoreciendo así la popularización de las canciones navideñas.

## Villancicos en la música clásica
Entre 1680 y 1690, dos compositores franceses incorporaron villancicos en sus obras. Louis-Claude Daquin escribió 12 villancicos para órgano y Marc-Antoine Charpentier escribió algunas versiones instrumentales de villancicos, además de una obra coral importante "Messe de minuit pour Noël". Otros ejemplos son:
- Ralph Vaughan Williams: Fantasia on Christmas Carols, 1912.
- Victor Hely-Hutchinson: Carol Symphony, 1927.
- Benjamin Britten: A Ceremony of Carols (para coro y arpa), 1942
- El poema de Christina Rossetti "In the Bleak Midwinter" ha sido musicado, entre otros, por Gustav Holst (1905) y Harold Darke (1911).
- El compositor polaco Krzysztof Penderecki cita ampliamente el villancico "Noche de paz" en su segunda sinfonía, apodada Sinfonía de Navidad.
- Georges Bizet en su suite número 1, conocida como la la arlesiana, utiliza las melodías de dos villancicos provenzales: La Marche des rois (La marcha de los Reyes Magos) y  La danse des chevaux fringants (Danza de los caballos fogosos)

### Canciones navideñas en la actualidad
En la actualidad en los países de habla hispana se llama villancico a un amplio conjunto muy heterogéneo de composiciones musicales populares de muy diverso origen, época y estilo.
En el siglo XVIII, la última época en la que el villancico se cantaba todavía en las celebraciones religiosas, este se fue quedando relegado a la celebración de festividades navideñas. Por este motivo el villancico quedó en la memoria popular como un género de canción específica de la Navidad, pasando a denominar por extensión a toda canción de temática navideña.
Canciones populares en España y otros países de habla hispana son:
- Jingle Bells (versión colombiana)
- Cumbia del niño
- A Belén pastores
- Salve reina y madre
- Los Reyes Magos
- Río de amor
- Los peces en el río
- Pastores venid
- Hacia Belén va una burra rin, rin
- Campana sobre campana
- El tamborilero
- Mi burrito sabanero
- Noche de paz
- Campanita del lugar
- Unos vienen y otros van
- Pastores venid
- Adeste fideles
- Tutaina
- A la nanita nana
- Canta ríe y bebe
- Ya vienen los reyes
- Dime niño de quién eres
- Ya vienen los Reyes Magos
- Arre borriquito
- Ay! del chiquirritín
- Feliz Navidad
- 25 de diciembre Fum, Fum, Fum
- Ande la marimorena

Pero además de estos hay muchas canciones navideñas conocidas local e internacionalmente:
Gran Bretaña y países de habla inglesa; Christmas carol
En la Inglaterra del siglo XV se comenzó a desarrollar un género musical llamado carol (del francés carole y este del latín coralus) que tenía su origen en bailes populares de los siglos XII al XIV que, de forma similar a los villancicos ibéricos, se interpretaban fuera de la liturgia religiosa en celebraciones tales como la época de la cosecha y también la Navidad. Originariamente se cantaban de puerta en puerta a cambio de una pequeña donación, de forma similar a la tradición española del aguinaldo, y también se cantaban en los campos de cultivo para propiciar una buena cosecha. Posteriormente se incorporaron a las celebraciones religiosas, y pasaron de este modo, en la cultura inglesa, a denominar a toda canción navideña. En su forma original el carol alterna una parte coral con un estribillo bailable y era cantado. Estas composiciones tienen su origen en ocasiones en composiciones medievales muy antiguas, lo que les confiere una cadencia y musicalidad particular que se asocia en el mundo anglosajón con la Navidad.
Canciones populares en Gran Bretaña y otros países de habla inglesa son:
- Deck the Halls
- Mary's Boy Child
- Oh My Lord
- Joy to the World
- Oh Happy Day
- Santa Claus is coming to town
- Drummer boy
- It's beginning to look a lot like Christmas
- O Come, All Ye Faithful
- Jingle Bells
- Silent Night
- Jingle Bell Rock
- We Wish You a Merry Christmas
- Sleigh ride
- What Child is This?
- Star of Bethlehem
- White Christmas
- Up on the housetop
- Here comes Santa Claus
- Angels We Have Heard on High

#### Libros
- Perdomo, José (1976). El archivo musical de la catedral de Bogotá. Bogotá: Instituto Caro y Cuervo. p. 818.
- Baquero, Itsy (2001). Los villancicos en Santafé de Bogotá: de la corte a los atrios [Tesis de pregrado]. Bogotá, Colombia: Universidad Nacional de Colombia.
- Pereira, Eugenio (1941). Los Orígenes del Arte Musical en Chile. Santiago: Imprenta Universitaria.
- Garrido, Edna (1955). Folklore Infantil de Santo Domingo. Madrid: Cultura Hispánica. p. 661.
- Cadilla, María (1940). Juegos y Canciones Infantiles de Puerto Rico. Madrid: Baldrich.
- Guevara, Darío (1965). Auto de Adoración al Niño Jesús. Lima: Comité Interamericano de Foklore.
- Alvarenga, Oneyda (1947). Música Popular Brasileña. Fondo de Cultura Económica. p. 276.

#### Artículos
- BARROSO ROSENDO, "José Ramón: "Villancicos populares de la provincia de Cádiz. La Navidad en el cancionero de la Sección Femenina". Cádiz: Archivo Histórico Provincial, 2018.
- Grebe, Maria (1969). «Introducción al estudio del villancico en Latinoamérica». Revista Musical Chilena 23 (107): 7-31.
- Pérez, Vicente (1964). «Breve panorama del villancico colombiano». Boletín Cultural y Bibliográfico 7 (12): 2185-2194.
- Torrente, Álvaro (2000). «The Villancico in Early Modern Spain: Issues of Form, Genre and Function». Journal of the Institute of Romance Studies 8: 57-77